# Mazamorra
 (août 2021).
Si vous disposez d'ouvrages ou d'articles de référence ou si vous connaissez des sites web de qualité traitant du thème abordé ici, merci de compléter l'article en donnant les références utiles à sa vérifiabilité et en les liant à la section « Notes et références ».
La mazamorra (étymologiquement pâte des Maures) est un dessert populaire de divers pays d'Amérique latine. Bien que son origine réelle soit inconnue, on considère qu'il provient des différentes traditions culinaires des cultures indigènes précolombiennes des régions où il se consomme. L'attribution du nom mazamorra à ce dessert revient aux Espagnols.

## Lamazamorradu Pérou

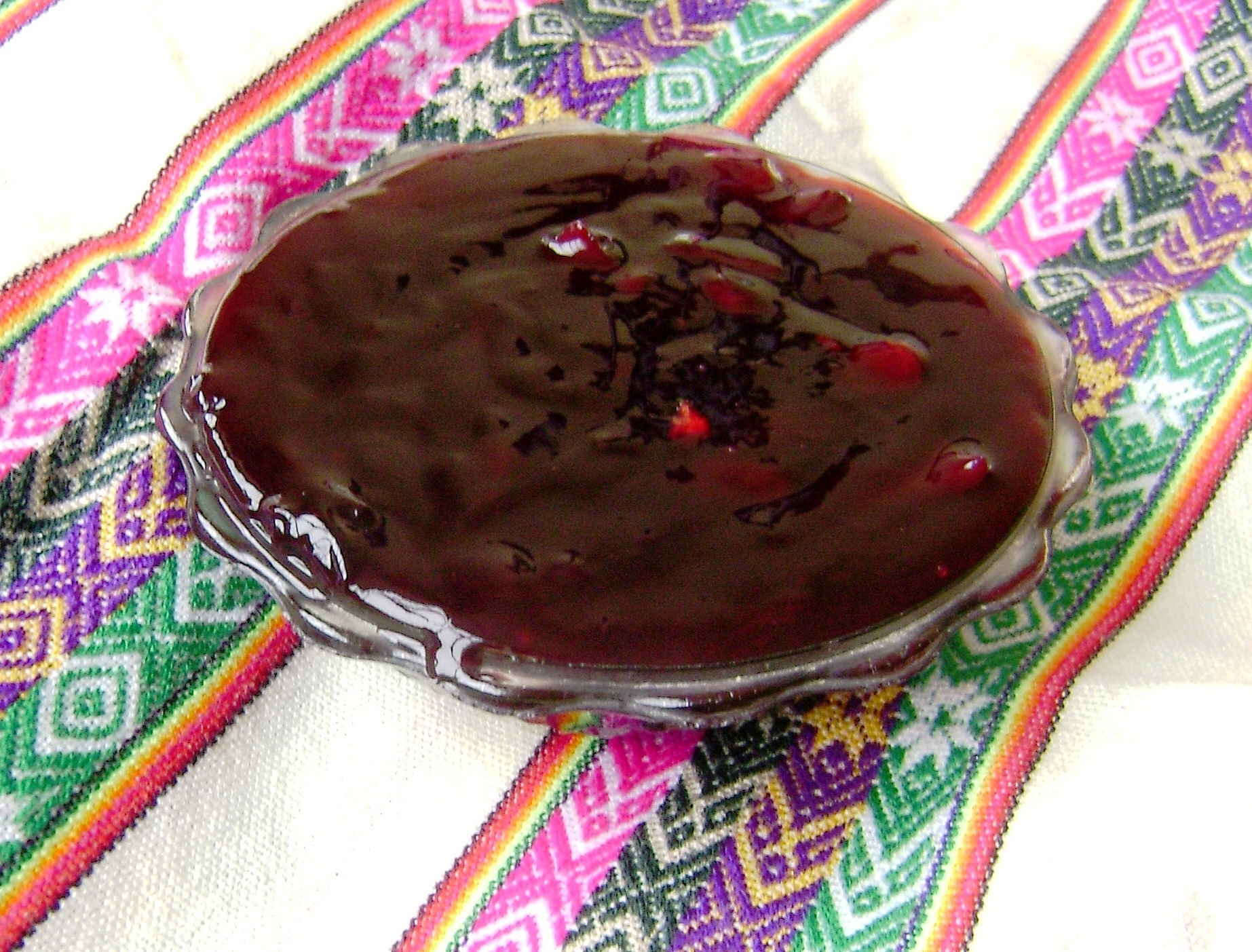
Mazamorra morada servie sans ornements.

La mazamorra la plus connue et la plus consommée au Pérou est la mazamorra morada, élaborée à partir de maïs violet bouilli, accompagné d'épices locales. Ce mets a une origine afro-péruvienne. C'est un plat traditionnel qui est mentionné dans de nombreuses chansons créoles, ce qui fait penser que ce dessert se prépare au Pérou depuis très longtemps. C'est un des desserts les plus populaires, avec le riz au lait, les picarones et le suspiro de limeña o suspiro limeño (soupir de Liménienne ou soupir liménien). 
La mazamorra de calabaza du Pérou est un dessert à base de courge de Siam, panela, clous de girofle et cannelle. Il est consommé dans la région andine et est très nutritif.
La mazamorra de papas, spécialité traditionnelle de l'Altiplano, se prépare avec de la farine de tocosh, produit de la fermentation de pommes de terre.

## Étymologie
Le mot mazamorra était, à l'époque coloniale, le nom de la nourriture des « personnes marginalisées », celles qui étaient condamnées aux galères. Apparemment, les Espagnols n'ayant pas apprécié ce plat, il le désignèrent par le terme péjoratif de mazamorra. Malgré cela, le nom est resté.

## Origine
L'origine de la mazamorra remonte à l'époque pré-colombienne lorsque les anciens indigènes préparaient une sorte de bouillie de maïs jaune. Ce n'est qu'à l'arrivée des Espagnols que ce plat indigène deviendra le dessert existant de nos jours, ceux-ci ayant apporté avec eux de nouveaux ingrédients tels que les clous de girofle, la cannelle, le coing, la pomme, le citron, les abricots secs, les pruneaux et le sucre.
Le mélange culturel entre les Espagnols et les indigènes a mené postérieurement la naissance du dessert appelé mazamorra morada, mélange de maïs violet et farine de patate douce, avec des fruits secs comme les pruneaux, les abricots secs, les coings et les pommes. 

## Consommation
La mazamorra morada est un des desserts les plus typiques de la culture culinaire péruvienne. Ce dessert est préparé en particulier au mois d'octobre, mois au cours duquel la fête religieuse du Señor de los milagros (le Seigneur des Miracles) est célébrée. La consommation de la mazamorra morada est très répandue. À Lima en particulier il existe de nombreux points de vente dans la rue qui en vendent des portions ainsi que d'autres desserts traditionnels péruviens tels que le arroz con leche (riz au lait), le arroz zambito (variation du riz au lait), etc.
La portion de mazamorra morada accompagnée de riz au lait servis dans le même récipient est connue sous le nom de clásico en référence au classique du football péruvien entre les équipes Alianza Lima et Universitario de Deportes (la U). Il est également désigné sous le nom de en tant que combinado. On peut en outre trouver des versions industrielles sous forme de poudre pour une préparation instantanée.

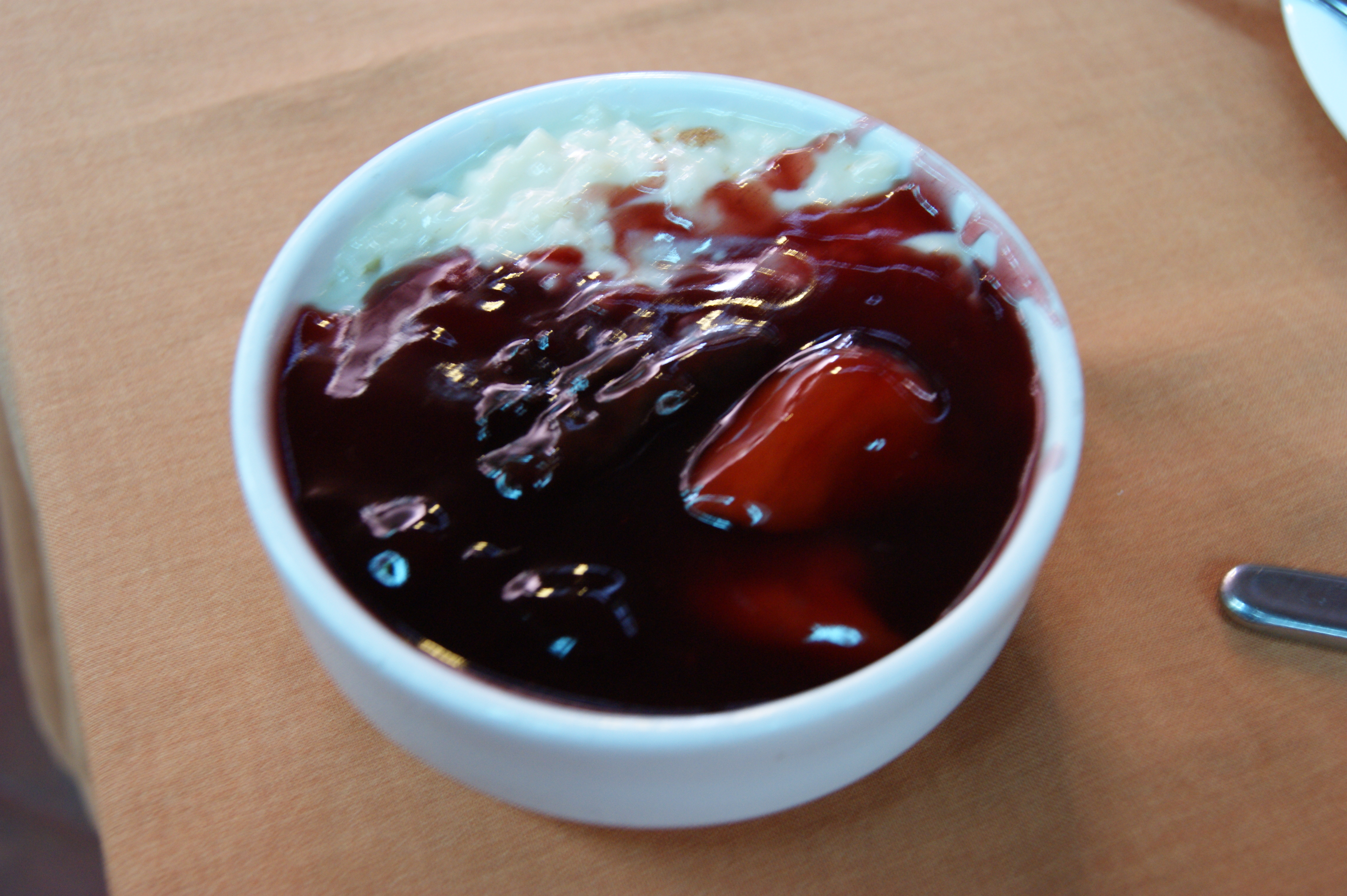
Portion de mazamorra morada et riz au lait.

## Préparation
Il existe plusieurs préparations pour ce dessert, chacun peut changer la recette ou les ingrédients. Ricardo Palma fait référence à la mazamorra en général, dans plusieurs de ses textes. La recette originale, telle qu'elle était préparée chez Ricardo Palma, est donnée par Josie Sison Porras de De la Guerra dans son ouvrage El Perú y sus manjares… « D'abord, on fait tremper pendant une journée, les fruits secs (pêches séchées, poires, raisins secs, pruneaux) dans de l'eau ». Ensuite, « dans une grande casserole on fait bouillir 18 épis de maïs violet, des écorces d'ananas, de coings et de pommes et la chair des deux derniers, dans de l'eau qui les couvre largement. On ajoute 12 clous de girofle, 12 grains de piment de Jamaïque et 2 bâtons de cannelle. On laisse bouillir […] jusqu'à ce que les grains de maïs s'ouvrent et que l'eau paraisse bien colorée. On passe l'ensemble finement et on le divise en trois parties ». Dans la première, « on cuisine le coing et la pomme coupés en dés avec une tasse de sucre ». Dans la deuxième, « on fait une compote avec les fruits secs déjà trempés et deux tasses de sucre ». Dans la troisième, « on dilue totalement l'amidon de patate douce (deux tasses) dans de l'eau. Après, on rassemble les trois parties dans une grande casserole sur le feu et l'on remue avec une grande cuillère de bois, en évitant les grumeaux ; on maintient le feu jusqu’à ce que le mélange épaississe. La farine doit être bien cuite […] on ajoute ¼ de tasse de jus de citron ou plus si vous aimez plus acide ». Finalement, « on le sert dans un large plat creux de verre ou de porcelaine […] on le saupoudre avec de la cannelle ».